# Thomas Bach
Thomas Bach (n. 29 decembrie 1953, Würzburg, RFG) este un jurist german, fost președinte al Comitetului Internațional Olimpic între 2013 și 2025.
Bach este un fost scrimer specializat pe floretă. A fost laureat cu aur olimpic pe echipe la Montreal 1976.